# میوه میمون
میوه میمون (نام علمی: Artocarpus lacucha) نام یک گونه از سرده آرتوکارپوس مخصوص نواحی گرمسیری است. این درخت در سراسر شبه قاره هند و جنوب شرقی آسیا یافت می شود.